# The Chronic
The Chronic es el álbum debut como solista del rapero estadounidense, Dr. Dre, publicado el 15 de diciembre de 1992 a través de la discográfica Death Row Records y distribuido por Priority Records. Las sesiones de grabación del álbum tuvieron lugar en junio de 1992 en los estudios de Death Row en Los Ángeles, California y en Bernie Grundman Mastering en Hollywood, California. El álbum lleva el nombre de un término del argot para la marihuana de alta calidad. La portada del álbum es un homenaje al papel de fumar Zig-Zag. The Chronic fue grabado por Dr. Dre tras su salida de N.W.A y Ruthless Records por una disputa financiera, y por lo tanto aparece la ofensa sutil y directa, a su propietario y exmiembro del grupo N.W.A, Eazy-E

Tras su lanzamiento, The Chronic recibió críticas generalmente positivas y obtuvo un éxito de ventas considerable. El álbum llegó al número tres en el Billboard 200 y ha vendido más de tres millones de copias.

Dr. Dre ha destacado por la fundación y la popularización del g-funk, subgénero del gangsta rap. The Chronic ha sido considerado como uno de los discos más importantes e influyentes de la década de 1990 y considerado por muchos fanes como el álbum de hip hop mejor producido de todos los tiempos. En el año 2003, el álbum fue clasificado con el número 137 en la lista de la revista Rolling Stone de "Los 500 Mejores Álbumes de Todos los Tiempos".

## Promoción

### Sencillos
Tres sencillos fueron lanzados del álbum: "Nuthin' But A G Thang", "Fuck Wit Dre Day" y "Let Me Ride".

"Nuthin' But A G Thang" fue lanzado como primer sencillo el 19 de enero de 1993. Alcanzó el puesto número dos en el Billboard Hot 100 y el número uno en el Hot R&B/Hip-Hop Singles & Tracks y Hot Rap Singles. Se vendieron más de un millón de copias y la Recording Industry Association of America lo certificó platino el 24 de marzo de 1993. La canción fue nominada a la "Mejor Actuación de Rap por un Dúo o Grupo" en 1994 en los Premios Grammy, pero perdió ante Digable Planets, "Rebirth Of Slick (Cool Like Dat)". Hoy en día es una de las canciones de rap más crítica y comercialmente elogiada de todos los tiempos. Está clasificada en el lugar 134 de las mejores canciones de todos los tiempos por Acclaimedmusic.net, y la sexta mejor canción de rap, y votó en una encuesta de VH1 como la decimotercera mejor canción de la década de los noventa.

"Fuck Wit Dre Day (And Everybody Celebratin')" fue lanzado como el segundo sencillo el 20 de mayo de 1993. Alcanzó el número ocho en el Billboard Hot 100 y el número seis en el Hot R&B/Hip-Hop Singles & Tracks. Vendió más de 500,000 unidades y la RIAA lo certificó oro el 8 de octubre de 1993. La pista contiene insultos directos a raperos de la costa este como Tim Dog, Luke de 2 Live Crew, y principalmente a su excompañero, Eazy-E.

"Let Me Ride" fue lanzado como una cinta única el 13 de septiembre de 1993. Y ha tenido un éxito moderado en las listas, alcanzando el número 34 en el Billboard Hot 100 y el número tres en el Hot Rap Singles. La canción ganó el Grammy por "Mejor Rap Solo Performance" en 1994.

## Recepción
El álbum ha vendido más de cuatro millones y medio de copias en los Estados Unidos y en todo el mundo más de ocho millones, y fue certificado triple platino por la RIAA el 3 de noviembre de 1993. Es la segunda mejor venta de Dr. Dre, ya que su siguiente álbum, 2001, fue certificado séxtuple platino. El álbum apareció en las listas de música en 1993, alcanzando un máximo en el número tres de Billboard 200.

La comparación del papel Zig-Zag con la carátula del álbum causó algunas críticas negativas así como sus temas y letras.
 The Chronic inicialmente recibió críticas generalmente positivas de los críticos de música. Havelock Nelson de la revista Rolling Stone le dio 4 de 5 estrellas y escribió "The Chronic tiene gotas de realismo crudo y rinde homenaje al virtuosismo del hip-hop." Robert Christgau de The Village Voice le dio una calificación de C y lo llamó "la mala música pop". Mientras escribía desfavorable del contenido lírico del álbum, Christgau felicitó a la producción de Dr. Dre. EE. UU. Today le dio tres y media de 4 estrellas y elogió a Dr. Dre por su actuación, afirmando que "las proezas de Dre como maestro y predicador de la calle es innegable".

Revisiones retrospectivas del álbum también fueron positivas. El escritor del New York Times, Jon Pareles, mencionó que The Chronic y Doggystyle de Snoop Dogg, "hicieron el sonido de la vida gangsta como una fiesta que de vez en cuando es interrumpida por disparos". Josh Tyrangiel de la revista Time dijo que "Dr. Dre había creado un sonido que definió los principios urbanos de los 90s en Los Ángeles de la misma manera que Motown definió los 60s en Detroit". En una revisión retrospectiva, la revista Rolling Stone le dio 5 de 5 estrellas y elogió las contribuciones de Snoop Dogg y la producción de Dr. Dre.

The Chronic fue incluido en el especial de la revista Vibe "Los 100 Álbumes Esenciales del Siglo 20", y se ubicó en el número seis en su "Top 10 Discos de Rap de Todos los Tiempos". La revista The Source originalmente le dio al álbum cuatro y medio micrófonos de cada cinco y se agregó a "Los 100 Mejores Álbumes de Rap" de The Source.

## Influencia
Después de haberse separado de N.W.A, el primer disco en solitario de Dr. Dre lo estableció como una de las más grandes estrellas del hip hop de su época. El escritor de Yahoo! Music, SL Duff, escribió sobre el impacto del álbum, afirmando que "la reputación considerable de Dre se basa en esta versión, junto a su técnica de producción con el estilo de Snoop y sus primeros trabajos con N.W.A, las pistas y sonidos montados de Dre son irreprochables".

The Chronic es considerado como el álbum que redefinió el hip hop en la costa oeste, y ha demostrado el potencial comercial del rap gangsta como un producto que se puede vender.
 El éxito del álbum estableció a Death Row Records como una fuerza dominante en el hip hop en los noventa. Se ha vuelto a publicar tres veces, primero como un CD remasterizado, después como un disco doble remasterizado con sonido estéreo mejorado y cuatro videos, y en 2009 como The Chronic Re-Lit con un DVD adicional que contiene una entrevista de 30 minutos y siete temas inéditos.

## Lista de canciones
Todas las canciones fueron producidas por Dr. Dre.

| N.º | Título                                           | Artista                                                     | Duración |  |
| 1.  | «The Chronic» (Intro)                            | Dr. Dre, Snoop Dogg                                         | 1:57     |  |
| 2.  | «Fuck Wit Dre Day (And Everybody's Celebratin')» | Dr. Dre, Snoop Dogg, RBX, Jewell                            | 4:52     |  |
| 3.  | «Let Me Ride»                                    | Dr. Dre, Snoop Dogg, Ruben, Jewell                          | 4:21     |  |
| 4.  | «The Day The Niggaz Took Over»                   | Dr. Dre, Snoop Dogg, RBX, Dat Nigga Daz                     | 4:33     |  |
| 5.  | «Nuthin' but a 'G' Thang»                        | Dr. Dre, Snoop Dogg                                         | 3:58     |  |
| 6.  | «Deeez Nuuuts»                                   | Dr. Dre, Warren G, Snoop Dogg, Dat Nigga Daz, Nate Dogg     | 5:06     |  |
| 7.  | «Lil' Ghetto Boy»                                | Dr. Dre, Snoop Dogg, Nate Dogg                              | 5:27     |  |
| 8.  | «A Nigga Witta Gun»                              | Dr. Dre                                                     | 3:28     |  |
| 9.  | «Rat-Tat-Tat-Tat»                                | Dr. Dre, RBX, Snoop Dogg, BJ                                | 3:48     |  |
| 10. | «The $20 Sack Pyramid» (Skit)                    | Dr. Dre, Snoop Dogg, Samara, Big Tittie Nickie, The D.O.C.  | 2:53     |  |
| 11. | «Lyrical Gangbang»                               | The Lady of Rage, Kurupt, RBX                               | 4:04     |  |
| 12. | «High Powered»                                   | Dr. Dre, The Lady of Rage, RBX, Dat Nigga Daz               | 2:44     |  |
| 13. | «The Doctor's Office» (Skit)                     | Dr. Dre, Jewell, The Lady of Rage                           | 1:04     |  |
| 14. | «Stranded On Death Row»                          | Bushwick Bill, Kurupt, RBX, The Lady of Rage, Snoop Dogg    | 4:47     |  |
| 15. | «The Roach» (Outro)                              | RBX, Emmage, Ruben, Dat Nigga Daz, The Lady of Rage, Jewell | 4:36     |  |
| 16. | «Bitches Ain't Shit»                             | Dr. Dre, Snoop Dogg, Dat Nigga Daz, Kurupt, Jewell          | 4:48     |  |

- Datos: Q749154